# Waldemar V van Anhalt
Waldemar V van Anhalt (overleden in 1436) was van 1423 tot 1436 vorst van Anhalt-Köthen. Hij behoorde tot het huis Ascaniërs. 

## Levensloop
Waldemar V was de tweede zoon van vorst Albrecht IV van Anhalt-Köthen en Elisabeth van Mansfeld, dochter van graaf Gebhard III.
Na de dood van zijn vader in 1423 erfde hij samen met zijn oudere broer Adolf I het vorstendom Anhalt-Köthen. Om een verdere versplintering van het vorstendom Anhalt te vermijden, regeerden beide broers gezamenlijk tot aan Waldemars dood in 1436. Omdat zijn zoon Johan III voor een kerkelijke loopbaan had gekozen, bleef Adolf als enige vorst van Anhalt-Köthen over.

## Huwelijk en nakomelingen
In 1420 huwde Waldemar met Sophia, dochter van Koenraad van Hadmersleben, heer van Egeln. Ze kregen twee kinderen:
- Johan III (overleden in 1463), kanunnik in Maagdenburg en Halberstadt
- Elisabeth (overleden na 1490), zuster in Derenburg

Na Waldemars dood hertrouwde Sophia met vorst Albrecht V van Anhalt-Dessau.